# Weinsberger Zeitung
Die Weinsberger Zeitung war eine regionale Tageszeitung, die von 1875 bis 1934 in der württembergischen Oberamtsstadt Weinsberg erschien.
Um 1870 war Weinsberg eine der wenigen Städte Württembergs, die über keine eigene Zeitung verfügten. 1875 gründeten deshalb der Weinsberger Konstantin Bareis und Georg Kohler aus Fluorn bei Oberndorf in einem Haus am Weinsberger Marktplatz eine Buchdruckerei mit der Absicht, eine Zeitung herauszubringen. Die erste Ausgabe der Weinsberger Zeitung erschien am 5. März 1875 im Format 24 × 46 cm.
Konstantin Bareis verstarb schon kurz nach Gründung der Zeitung. Die Zeitung entwickelte sich aber gut und wurde bald im größeren Format 27 × 50 cm gedruckt. 1876 wurde die Zeitung als Amtsblatt anerkannt und trug fortan den Zusatz Amtsblatt in Weinsberg. 1882 erschien erstmals die Unterhaltungsbeilage Weibertreu.
Im Dezember 1895 verkaufte Kohler Verlag und Zeitung an den Buchdrucker Albert Ungerer, der die Betriebsräume um das benachbarte ehemalige Gasthaus Zur Sonne erweiterte. Wegen der Berichterstattung des neuen Eigentümers über lokale Missstände wurde ihm von Seiten der Stadt der Vorwurf gemacht, er missbrauche sein Blatt zur Veröffentlichung persönlicher Voreingenommenheiten. Im März 1898 beschloss der Gemeinderat, die Zeitung ab sofort nicht mehr als Amtsblatt zu benutzen, weshalb diese ab dem 1. April erstmals den Untertitel Intelligenzblatt verwendete. Um die ungeliebte Zeitung („Nörgelblättle“) nach Möglichkeit ganz aus dem Markt zu drängen, gründeten vier angesehene Weinsberger Bürger ein Konkurrenzblatt, das ab 1. Mai 1898 unter dem Titel Weinsberger Tagblatt erschien. Das Tagblatt konnte sich jedoch nicht halten, auch nicht nach einem Eigentümerwechsel, und erschien letztmals am 21. Juni 1901.
Ungerer verkaufte die Weinsberger Zeitung im Jahre 1901 an Viktor Kraemer, den Verleger der liberalen Neckar-Zeitung aus Heilbronn. Unter dem neuen Eigentümer erschien die Zeitung wieder als Amtsblatt des Oberamts Weinsberg sowie der Städte Weinsberg und Löwenstein. Für Löwenstein erschien sogar 15 Jahre lang die Stadtausgabe Löwensteiner Chronik.
1934 wurde Kraemers Nachfolger, sein gleichnamiger Sohn Viktor Kraemer junior, von den Heilbronner Nationalsozialisten um den Kreisleiter Richard Drauz aus dem Geschäft gedrängt, sein Verlag vom Verlag der NS-Tageszeitung Heilbronner Tagblatt übernommen. Alle Zeitungen Kraemers, und damit auch die Weinsberger Zeitung, wurden 1934 eingestellt.